# Argentin peso
A peso (spanyolul peso argentino [ˈpeso arxenˈtino]) Argentína hivatalos pénzneme 1992 óta.

## Története
Az első peso nevű argentin valutákat, a peso fuerte -ét ($F) és a peso moneda corriente -ét ($m/c) 1826-ban vezették be. Eredetileg a Spanyol Királyság 8 reálos tallér típusú ezüstérméit hívták pesonak, ezeket az amerikai spanyol gyarmatokon is milliós darabszámban verték. Ilyen 8 reált érő érméket Argentína is bocsátott ki függetlenné válása után. A peso fuerte és a peso moneda corriente kibocsátásokat 1881-től a peso moneda nacional (m$n) váltotta fel, az átváltási arány 1 peso moneda nacional = 8 reál = 1 peso fuerte = 25 peso moneda corriente. A második világháborút követően felpörgő infláció vezetett az 1970-es valutareformhoz, amely bevezetését az 1969. április 5-én elfogadott törvény (peso ley 18.188) rendelte el. 1 peso ley 100 peso moneda nacional-t ért. Argentína permanens belpolitikai és gazdasági válsága, a katonai diktatúra, majd annak bukása az elveszített falklandi háború után újabb rekord méretű inflációt okozott. 1983-ban a hiperinfláció megfékezésére került forgalomba a peso argentino ($a) 1 peso argentino értéke = 10 000 peso ley = 1000 000 peso moneda nacional. A nem csillapodó hiperinfláció hamar erodálta a peso argentino vásárlóerejét, az árstabilitást 1985-ben új valuta, az argentin austral (₳) kibocsátásával próbálták biztosítani. 1 austral értéke = 1000 peso argentino = 10 000 000 peso ley = 1000 000 000 peso moneda nacional. A fokozatosan konszolidálódó gazdasági helyzet 1992-ben lehetővé tette a konvertibilis peso (peso convertible) bevezetését. A valuta stabilitását biztosította, hogy árfolyamát az amerikai dolláréhoz kötötték 1:1 alapon, s csak akkora pénzmennyiséget bocsátottak ki, amennyit teljes egészét fedezett az argentin jegybank valutatartaléka.1 konvertibilis peso 10 000 australt ért. A dollárhoz rögzített árfolyamot a 2001-es argentin pénzügyi válság söpörte el, 1 amerikai dollár rövidesen már 4 pesót ért, s ezt követően az argentin valuta árfolyama fokozatosan esett, 2015-ben már 13-14 pesót is adtak egy dollárért. Argentínában a jegybank mellett a kormány és az egyes tartományok is bocsátanak ki alkalmanként a mindennapokban papírpénzként funkcionáló kötvényeket.

## Bankjegyszériák 1992 óta

### 1992-es széria
Az új konvertibilis peso bevezetésekor 1, 2, 5, 10, 20, 50 és 100-as címleteket hoztak forgalomba. Az 1 peso-s bankjegyet 1994-ben érmére cserélték. Valamennyi címlet azonos, az amerikai dollárhoz hasonló méretű. A bankjegyek biztonsági elemei: vízjel, fémszál, jelzőrostok, a 20 peso és a nála nagyobb címletek esetén színváltó festékkel (OVI) készült ábra. 
| Előlap | Hátlap | Névérték | Méret       | Szín     | Leírás                     | Leírás                                                          | dátumok    | dátumok             |
| Előlap | Hátlap | Névérték | Méret       | Szín     | Előoldal                   | Hátoldal                                                        | Kibocsátás | Visszavonás         |
| ------ | ------ | -------- | ----------- | -------- | -------------------------- | --------------------------------------------------------------- | ---------- | ------------------- |
|        |        | 1 peso   | 155 x 65 mm | sötétkék | Carlos Pellegrini          | Nemzeti Kongresszus épülete                                     | 1992       | forgalomból bevonva |
|        |        | 2 peso   | 155 x 65 mm | kék      | Bartolomé Mitre            | Mitre Múzeum                                                    | 1992       | forgalomból bevonva |
|        |        | 5 peso   | 155 x 65 mm | olajzöld | José de San Martín         | Az Andoki Hadsereg (Ejército de los Andes) emlékműve Mendozában | 1992       | forgalomból bevonva |
|        |        | 10 peso  | 155 x 65 mm | barna    | Manuel Belgrano            | Rosariói zászlóemlékmű (Monumento a la Bandera)                 | 1992       | forgalomból bevonva |
|        |        | 20 peso  | 155 x 65 mm | vörös    | Juan Manuel de Rosas       | Vuelta de Obligadó-i tengeri csata (1845)                       | 1992       | forgalomból bevonva |
|        |        | 50 peso  | 155 x 65 mm | fekete   | Domingo Faustino Sarmiento | Plaza de Mayo tér, Casa Rosada elnöki palota, Buenos Aires      | 1992       | forgalomból bevonva |
|        |        | 100 peso | 155 x 65 mm | ibolya   | Julio Argentino Roca       | A La Conquista del Desierto című festmény                       | 1992       | forgalomból bevonva |

### 1997-es széria
Az 1997-es széria 1997 és 2000 között került forgalomba, tematikája ugyan nem módosult az 1992-es sorozathoz képest, de a külső megjelenés jelentősen megújult. Két fontosabb változat különböztethető meg, 2002-2003-ig szerepelt a dollárral való paritásra és konvertibilitásra utaló "Convertibles de Curso Legal" felirat, ezt a későbbi kibocsátásokról azonban elhagyták. Valamennyi címlet színváltó OVI festékes számmal készült, mely a bal felső sarokban található. 
| Névérték | méret       | Szín   | Leírás                     | Leírás                                                          | dátumok            | dátumok     |
| Névérték | méret       | Szín   | Előoldal                   | Hátoldal                                                        | Kibocsátás         | Visszavonás |
| -------- | ----------- | ------ | -------------------------- | --------------------------------------------------------------- | ------------------ | ----------- |
| 2 peso   | 155 x 65 mm | kék    | Bartolomé Mitre            | Mitre Múzeum                                                    | 1997. november 26. | 2017        |
| 5 peso   | 155 x 65 mm | zöld   | José de San Martín         | Az Andoki Hadsereg (Ejército de los Andes) emlékműve Mendozában | 1998. június 22.   | 2017        |
| 10 peso  | 155 x 65 mm | barna  | Manuel Belgrano            | Rosariói zászlóemlékmű (Monumento a la Bandera)                 | 1999. január 11.   | 2017        |
| 20 peso  | 155 x 65 mm | vörös  | Juan Manuel de Rosas       | Vuelta de Obligadó-i tengeri csata (1845)                       | 2000. január 18.   | 2017        |
| 50 peso  | 155 x 65 mm | fekete | Domingo Faustino Sarmiento | Casa Rosada elnöki palota                                       | 1999. július 19.   | 2017        |
| 100 peso | 155 x 65 mm | ibolya | Julio Argentino Roca       | A La Conquista del Dieserto című festmény                       | 1999. december 3.  | 2017        |

### 2012-2015-ös sorozat
A sorozat első címlete az eredetileg halála 60. évfordulójára emlékbankjegynek szánt, Evita Peron-t ábrázoló 100-as volt. A bankjegyet egy 1952-ben készült, Juan Peron elnök bukása miatt forgalomba nem került, Renato Garrasi tervezte 5 peso-s mintájára készítette Roger Pfund, Evita Peron portréját Sergio Pilosio metszette. Cristina Kirchner argentin államelnök azonban úgy döntött, hogy ez a százas váltja fel a korábbi Julio Argentino Roca portréjával nyomtatott típust. Kirchner asszony Evita Peront politikai példaképének tartotta, ezért nyilván nem e ténytől függetlenül határozott így. 2013 augusztusától ennek a bankjegynek egy esztétikai szempontokból kissé módosított változatát is forgalomba hozták. Szintén 2013-ban az év legszebb latin-amerikai bankjegyének választották. 2015 márciusában új 50-est vezettek be, mely a Falkland-szigetekre támasztott argentin igényt hivatott propagálni. Az ötvenes és a százas címlet modern biztonsági elemként hologramos bújtatott fémszállal (Picture Thread™) és SPARK® ábrával is el lett látva. A jelentős argentin infláció következtében folyamatosan gyengülő nemzeti valuta ellenére a jegybank 2015. október 1-én új, San Martín portrés 5 peso-s bankjegyet bocsátott ki, noha az akkor alig 100 magyar forintot érő címlet bevezetése teljesen értelmetlennek látszott. Még 2014 júniusában egy Manuel Belgrano-t ábrázoló új 10-est is bemutattak a nyilvánosságnak.  Az új 10-es 2016. április 4. napján került forgalomba. 2016. április 7-én egy Juan Manuel de Rosas portrés 20 peso tervezet is nyilvánosságra került. Annak fényében, hogy a jegybank 2016 januárjában bejelentette, 2016-tól Argentína állatvilágán és tájain alapuló új szériát bocsát ki, valószínűtlennek tűnik e húszas forgalomba hozatala. 2015 márciusában bemutattak egy 100 peso címletű emlékbankjegyet, mely az utolsó argentin katonai diktatúra (1976-1983) terrorja, a piszkos háború (Guerra Sucia) meggyilkolt áldozatainak, az eltűnteknek (desaparecidos) és a Plaza de Mayo anyáinak (Las Madres de Plaza de Mayo) állít emléket. Az anyák 1977-től folyamatosan Buenos Aires főterén, a Plaza de Mayon demonstráltak eltűnt gyermekeik és szeretteik sorsának tisztázásáért.
| Névérték               | méret       | Szín   | Leírás                                     | Leírás                                                                                                 | dátumok              | dátumok                      |
| Névérték               | méret       | Szín   | Előoldal                                   | Hátoldal                                                                                               | Kibocsátás           | Visszavonás                  |
| ---------------------- | ----------- | ------ | ------------------------------------------ | --- | -------------------- | ---------------------------- |
| 5 peso                 | 155 x 65 mm | zöld   | José de San Martín és Orden del Libertador | José Artigas, Simón Bolívar, José de San Martín, és Bernardo O'Higgins                                 | 2015. október 1.     | forgalomban                  |
| 10 peso                | 155 x 65 mm | barna  | Manuel Belgrano tábornok                   | Belgrano bemutatja csapatainak a nemzeti lobogót 1812. február 27-én                                   | 2016. április 04.    | forgalomban                  |
| 20 peso                | 155 x 65 mm | vörös  | Juan Manuel de Rosas                       | Vuelta de Obligadó-i tengeri csata (1845)                                                              |                      | bemutatott bankjegyterv      |
| 50 peso                | 155 x 65 mm | kék    | Falkland-szigetek (Islas Malvinas) térképe | Antonio Rivero gaucho lóháton, a nemzeti lobogóval, katonai temető és az ARA Generalo Belgrano cirkáló | 2015. március 24.    | forgalomban                  |
| 100 peso               | 155 x 65 mm | lila   | Eva Peron (1919-1952)                      | Ara Pacis Augustae (az augustusi béke oltára)                                                          | 2012. szeptember 21. | forgalomban                  |
| 100 peso emlékbankjegy | 155 x 65 mm | szürke | fejkendős nő                               | békegalamb, DNS spirál, a Plaza de Mayo anyái                                                          |                      | bemutatott emlékbankjegyterv |

### 2016-2017-es sorozat
A Nemzeti Bank 2016. január 15-én bejelentette, hogy teljesen új címletsort bocsát ki 20 és 1000 peso közötti névértékben. Az argentin történelem nagy alakjai helyett az ország különleges állatvilága és tájai lesz a tematika. A 2, 5 és 10 peso-s bankjegyeket 2017-től érmére cserélik.
2018. augusztus 16-án bocsátották ki az új 50 pesós bankjegyet. Ez év december 19-én pedig a 100 pesós bankjegyet
| Névérték  | méret       | Szín         | Leírás                  | Leírás                                | dátumok             | dátumok     |
| Névérték  | méret       | Szín         | Előoldal                | Hátoldal                              | Kibocsátás          | Visszavonás |
| --------- | ----------- | ------------ | ----------------------- | ------------------------------------- | ------------------- | ----------- |
| 20 peso   | 155 x 65 mm | vörös        | guanakó                 | patagóniai pampák                     | 2017. október 3.    | forgalomban |
| 50 peso   | 155 x 65 mm | szürke       | andoki kondor           | Andoki régió                          | 2018. augusztus 16. | forgalomban |
| 100 peso  | 155 x 65 mm | ibolya       | taruca                  | Északnyugati régió                    | 2018. december 19.  | forgalomban |
| 200 peso  | 155 x 65 mm | kék          | déli simabálna          | argentin tengerpart, atlanti szigetek | 2016. október 26.   | forgalomban |
| 500 peso  | 155 x 65 mm | zöld         | jaguár                  | Északnyugati régió                    | 2016. június 30.    | forgalomban |
| 1000 peso | 155 x 65 mm | narancssárga | közönséges fazekasmadár | Központi régió                        | 2017. december 1.   | forgalomban |

### Bonos Provinciales - tartományi kötvények
Argentína tartományai már az austral pénzrendszerben is bocsátottak ki a mindennapokban papírpénzként funkcionáló, s annak is látszó pár éves futamidejű kamatmentes kötvényeket. A konvertibilis peso 1992-es bevezetése és a 2001-es nagy válság között csak Cordóba, San Juan, Río Negro és Tucumán tartományok éltek ezzel a lehetőséggel. A 2001-es pénzügyi összeomlást követően a 23 argentin tartományból Buenos Aires, Córdoba, Entre Ríos, Corrientes, Tucumán, Chaco, Formosa, Mendoza, Catamarca, La Rioja, San Juan, San Luis, Salta és Jujuy is bocsátott ki papírpénzt helyettesítő kötvényeket 1/2 és 100 peso közötti címletekben. Méretük megegyezett az argentin bankjegyekével (155 x 65 mm).

### Banco de la Nación Argentina - Letra de Cancelación de Obligaciones Provinciales (LECOP)
A 2001-es gazdasági válság során a szövetségi kormány által az állami Banco de la Nación Argentina-n keresztül 2, 5, 10, 20 és 50 peso névértékben kibocsátott LECOP (Letra de Cancelación de Obligaciones Provinciales) kötvények jogilag ugyan szintén nem bankjegynek minősültek, de a mindennapokban papírpénzként funkcionáltak. Méretük megegyezett (155 x 65 mm), kinézetük hasonlított az argentin peso címletekére, annyi eltéréssel, hogy hátoldalukon valamilyen ábrázolás helyett csak a kibocsátásukat elrendelő törvény szövege olvasható, valamennyi címleten Juan Bautista Alberdi (1810-1884) portréja szerepelt fő motívumként. Elfogadásuk nem volt korlátlan, számos megkötés sújtotta. 2001 és 2006 között voltak forgalomban.

### 2020-as 5000 pesós bankjegyterv
2020-ban egy 5000 pesós címlet terveit mutatták be, Ramón Carrillo, Juan Perón elnök kormányának egészségügyi minisztere, és Cecilia Grierson, az első argentin doktornő portréjával. A címlet 2022-ig nem került forgalomba.

### 2022-es sorozat
2022. május 23-án az argentin jegybank egy 2022 végén forgalomba hozni tervezett új bankjegysorozat terveit mutatta be, ez a sorozat 100, 200, 500 és 1000 pesós címletekből áll majd. A 100 pesóson María Eva Duarte de Perón, a 200 pesóson Martín Miguel de Güemes és Juana Azurduy, az 500 pesóson María Remedios del Valle és Manuel Belgrano, végül az 1000 pesóson José de San Martín portréja szerepel.
 2023-ban a 2022-es sorozat bankjegyeitől kis mértékben eltérő stílusú 2000 peso névértékű címlet került forgalomba, Ramón Carrillo és Cecilia Griersonmely portréjával, mely a korábbi 5000 pesós tervezet módosításán alapult. 2023. november 7-én egy új 2000 pesóst hoztak forgalomba, mely javított biztonsági elemekkel, a sorozat többi bankjegyéhez hozzáigazított stílusban lett áttervezve.
2024. május 7-én debütált a 10 000 pesós, melyet a tervezett, de ki nem adott 500 pesós dizájnja alapján, új névértékkel és módosított színekkel vezettek be.
2024 júniusában tervezik bevezetni a 20 000 és 50 000 pesós bankjegyet.
| Kép      | Kép      | Névérték   | méret       | Szín         | Leírás                                      | Leírás | dátumok                                        | dátumok |
| Előoldal | Hátoldal | Névérték   | méret       | Szín         | Előoldal                                    | Hátoldal | Kibocsátás                                     | Visszavonás |
| -------- | -------- | ---------- | ----------- | ------------ | ------------------------------------------- | --- | ---------------------------------------------- | --- |
|          |          | 100 peso   | 155 x 65 mm | ibolya       | Evita Perón                                 | nők tömege María Eva Duarte de Perónnal, a 13.010 törvény támogatójával (1947). Mellékkép: 1948-as választás | 2022 május                                     | Csak az 1000, 2000, 10 000 és 20 000 pesós került forgalomba. A 100, 200, 500 pesós címleteket a vágtató infláció miatt nem adták ki, hanem nagyobb címletre áttervezve kívánják felhasználni. |
|          |          | 200 peso   | 155 x 65 mm | kék          | Martín Miguel de Güemes és Juana Azurduy    | katonák csoportja lóháton a Gaucha-háborúban (1814–1825)                                                     | 2022 május                                     | Csak az 1000, 2000, 10 000 és 20 000 pesós került forgalomba. A 100, 200, 500 pesós címleteket a vágtató infláció miatt nem adták ki, hanem nagyobb címletre áttervezve kívánják felhasználni. |
|          |          | 500 peso   | 155 x 65 mm | zöld         | Manuel Belgrano és María Remedios del Valle | a zászlónak hűséget fogadó lovas katonák (1812.02.27.)                                                       | 2022 május                                     | Csak az 1000, 2000, 10 000 és 20 000 pesós került forgalomba. A 100, 200, 500 pesós címleteket a vágtató infláció miatt nem adták ki, hanem nagyobb címletre áttervezve kívánják felhasználni. |
|          |          | 1000 peso  | 155 x 65 mm | narancssárga | José de San Martín                          | katonák lóháton átkelnek az Andokon (1817.01.17.)                                                            | 2022 május                                     | Csak az 1000, 2000, 10 000 és 20 000 pesós került forgalomba. A 100, 200, 500 pesós címleteket a vágtató infláció miatt nem adták ki, hanem nagyobb címletre áttervezve kívánják felhasználni. |
|          |          | 2 000 peso | 155 x 65 mm | szürke       | Ramón Carrillo és Cecilia Grierson          | a Buenos Aires-i Nemzeti Mikrobiológiai Intézet homlokzata                                                   | 2023. május 22. 2023. november 7. (módosított) | Csak az 1000, 2000, 10 000 és 20 000 pesós került forgalomba. A 100, 200, 500 pesós címleteket a vágtató infláció miatt nem adták ki, hanem nagyobb címletre áttervezve kívánják felhasználni. |

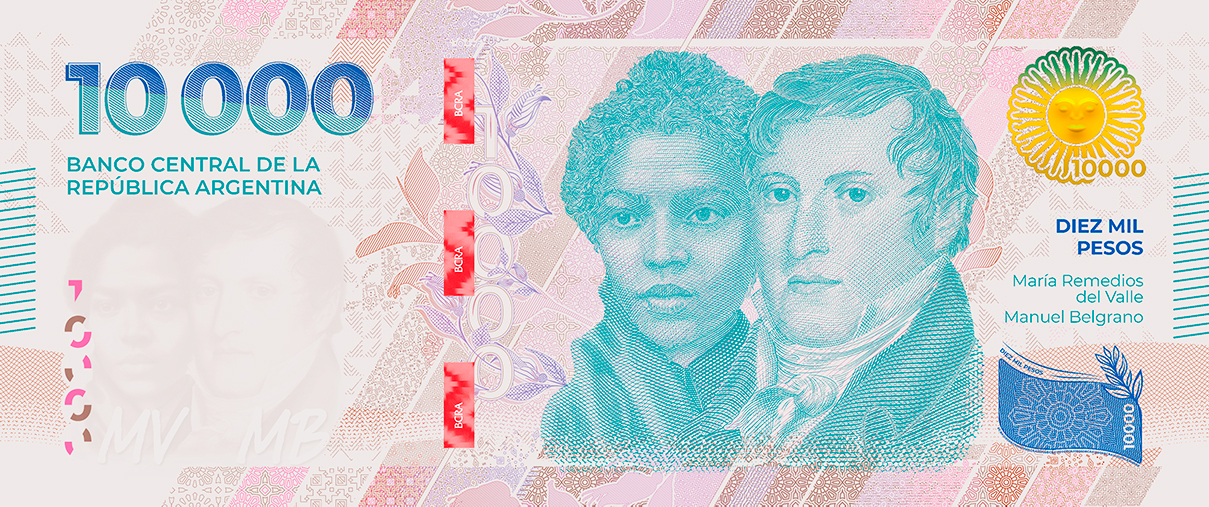
Az új 10 000 pesós bankjegy, mely az 500 pesós tervének felhasználásával készült, Manuel Belgrano és María Remedios del Valle portréjával (előoldal.).
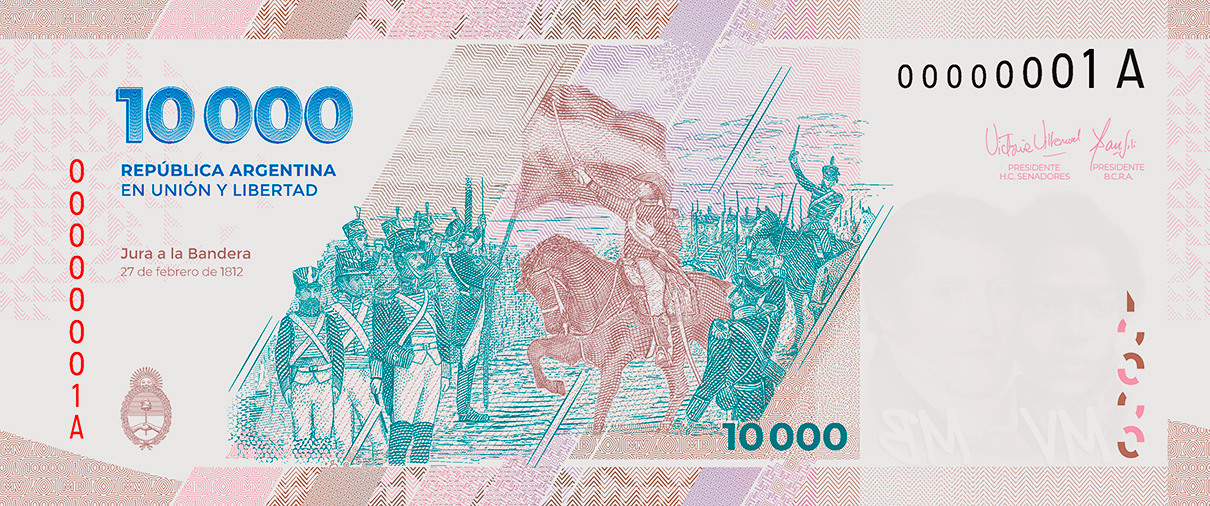
Az új 10 000 pesós bankjegy (hátoldal).

## Galéria

### Banco Nacional

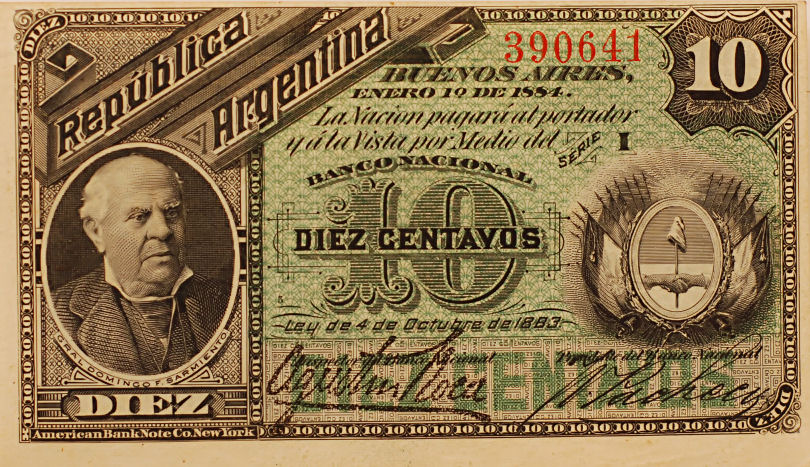
República Argentina, Banco Nacional 1884-es kibocsátású 10 centavo bankjegye, Domingo Faustino Sarmiento (1811-1888) portréjával.
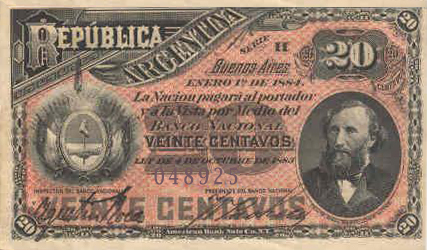
República Argentina, Banco Nacional 1891-es kibocsátású 20 centavo bankjegye, Bartolomé Mitre (1821-1906) portréjával.

### República Argentina - Caja de Conversión

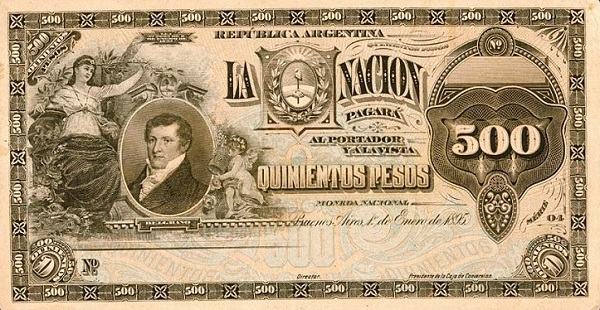
República Argentina - Caja de Conversión 500 pesós államjegye Manuel Belgrano (1770-1820) portréjával 1895-ből.

#### Efigie del Progreso sorozat (1899-1935)

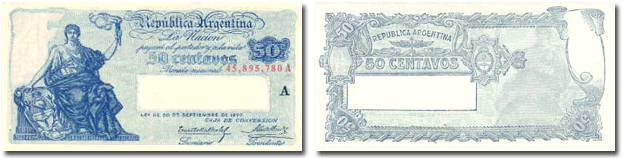
República Arbentina, Caja de Conversión 50 centavós államjegy 1903-ból.
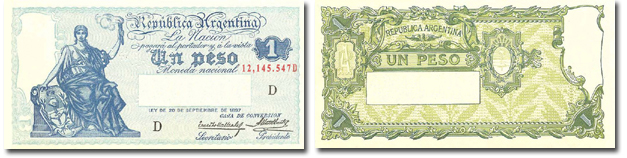
República Arbentina, Caja de Conversión 1 pesós államjegy 1903-ból.
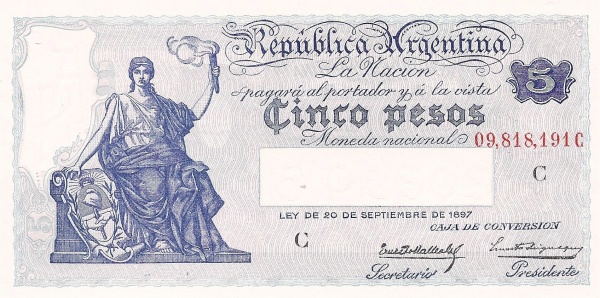
República Arbentina, Caja de Conversión 5 pesós államjegy 1897-ből.
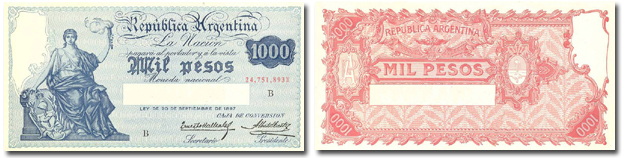
República Arbentina, Caja de Conversión 1000 pesós államjegy 1903-ból.